# Orconectes rhoadesi
Orconectes rhoadesi är en kräftdjursart som beskrevs av Hobbs 1949. Orconectes rhoadesi ingår i släktet Orconectes och familjen Cambaridae. IUCN kategoriserar arten globalt som livskraftig. Inga underarter finns listade i Catalogue of Life.